# Tiree

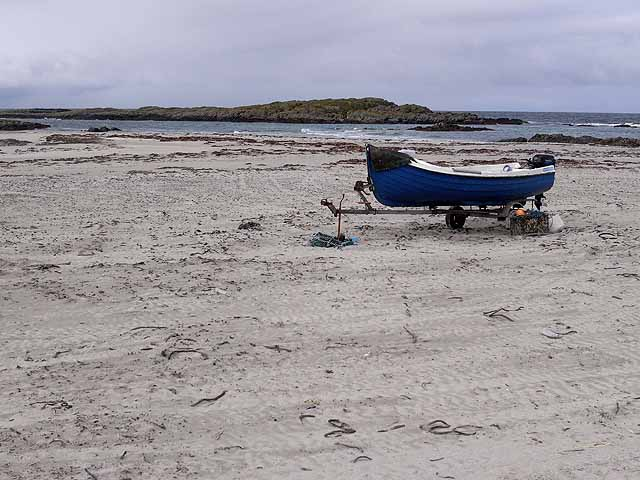
Una spiaggia di Tiree

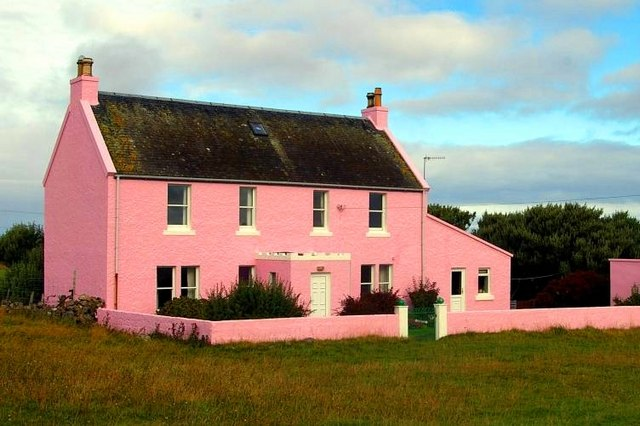
Un edificio di Tiree

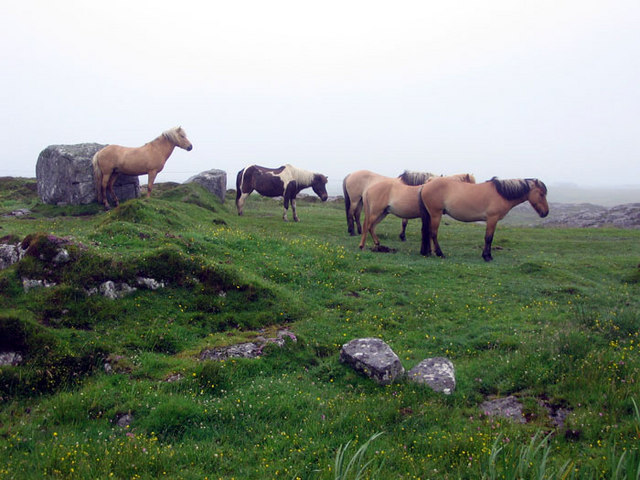
Cavalli nell'isola di Tiree

Tiree (78,34 km²; in gaelico scozzese: Tiriodh) è un'isola sull'Oceano Atlantico della Scozia nord-occidentale, facente parte dell'arcipelago delle isole Ebridi Interne e - dal punto di vista amministrativo - dell'area dell'Argyll e Bute. È la più occidentale tra le isole che compongono l'arcipelago.; conta una popolazione di circa 800 abitanti
Centro principale dell'isola è Scarinish.
Per il suo clima è nota come "l'isola del sole".

## Etimologia
Il toponimo Tiree/Tiriodh deriva dal gaelico Tir Iriodh, che significa letteralmente "isola del grano".

## Geografia

### Collocazione
Tiree si trova a sud-ovest dell'isola di Coll. Dista 22 miglia dal punto più occidentale della terraferma, rappresentato da Ardnamurchan Point, nella penisola di Ardnamurchan.
|  |

### Dimensioni e territorio
Con una superficie di circa 78 km², Tiree è la ventesima isola per superficie della Gran Bretagna.
L'isola misura 10 miglia in lunghezza e ha una larghezza massima di 5 miglia.
Il territorio dell'isola è prevalentemente piatto e l'isola raggiunge un'altezza massima di poco inferiore ai 500 piedi sul livello del mare; si caratterizza inoltre per la presenza di spiagge sabbiose
Le due vette principali sono il Ben Hynish, situato nella parte meridionale e che raggiunge un'altezza di 462 piedi (140 m) s.l.m., e il Ben Hough, situato nella parte nord-occidentale dell'isola e che raggiunge un'altezza di 390 piedi s.l.m.

## Clima
Grazie alla presenza della corrente del Golfo, le temperature dell'isola nella stagione invernale sono più elevate rispetto alla terraferma. Nel mese di maggio ha mediamente 220 ore di sole in più rispetto alle altre isole britanniche.
Una ricerca del 1927 stabilì che l'isola nei mesi di aprile e maggio di quell'anno godette di più ore di sole rispetto a tutto il resto delle isole britanniche.

## Storia
L'isola è abitata sin dal Mesolitico.
Nel corso del VI secolo d.C. vi fu fondato un monastero.
Nel 1716, 358 uomini dell'isola, dei Giacobiti che combattevano contro il governo, furono disarmati dalle truppe del duca di Argyll.
A partire dal XVIII secolo si scoprì che l'isola era ricca di iodio, potassio e sodio e le industrie del vetro iniziarono a sfruttare questi elementi.
Tra il 1848 e il 1852 si assistette ad una massiccia emigrazione da parte degli abitanti dell'isola, in particolare in direzione del Canada, mentre tra la fine del secolo e gli inizi del XX secolo molti giovani dell'isola emigrarono in Patagonia.
Nel 1883, l'isola di Tiree fu descritta in questo modo da George, ottavo duca di Argyll:
(The climate is far better than that of the mainland. There is much less rain,[..])

## Monumenti e luoghi d'interesse

### Dùn Mòr Bhalla
Nell'isola di Tiree è stato rinvenuto il Dùn Mòr Bhalla, un forte risalente a circa 800 anni prima di Cristo.
|  |

## Trasporti
Tiree è raggiungibile via traghetto dall'isola di Coll, traghetto che collega le località di Scarinish e Arinagour .
L'isola è inoltre dotata di un aeroporto.

## Feste & Eventi
- Tiree Music Festival